# Adam Wierciak
Adam Edward Leopold Wierciak (ur. 13 października 1894 w Jodłówce, zm. 17 października 1970) – pułkownik uzbrojenia, inżynier Wojska Polskiego, kawaler Orderu Virtuti Militari.

## Życiorys
Adam Edward Leopold Wierciak urodził się 13 października 1894 w Jodłówce, pow. brzeskim, w rodzinie Jakuba. 18 marca 1919, jako podoficer byłych Legionów Polskich został mianowany z dniem 1 marca tego roku podporucznikiem artylerii. Pełnił wówczas służbę w 2 Krakowskim pułku artylerii polowej. Następnie służył w 1 pułku artylerii górskiej. W jego szeregach walczył na wojnie z bolszewikami i został odznaczony Orderem Virtuti Militari. 3 maja 1922 został zweryfikowany w stopniu porucznika ze starszeństwem z dniem 1 czerwca 1919 i 270. lokatą w korpusie oficerów artylerii. W 1923 był odkomenderowany z macierzystego pułku na studia na Politechnice Lwowskiej. W następnym roku, po zakończeniu studiów, wrócił do pułku. 1 grudnia 1924 został awansowany na kapitana ze starszeństwem z dniem 15 sierpnia 1924 i 88. lokatą w korpusie oficerów artylerii. W lipcu 1925 został przeniesiony do korpusu oficerów artylerii z równoczesnym wcieleniem do Okręgowego Zakładu Uzbrojenia Nr 1 w Warszawie i przydziałem do Artyleryjskiej Komisji Doświadczalnej. Następnie pełnił służbę w Instytucie Badań Materiałów Uzbrojenia (Centrala Badań Poligonowych w Rembertowie). 2 grudnia 1930 został awansowany na majora ze starszeństwem z dniem 1 stycznia 1931 i 7. lokatą w korpusie oficerów uzbrojenia. W marcu 1931 został przeniesiony do Departamentu Uzbrojenia Ministerstwa Spraw Wojskowych na stanowisko referenta. W czerwcu 1934 został przeniesiony do Kierownictwa Zaopatrzenia Uzbrojenia na stanowisko szefa wydziału, a z dniem 1 października tego roku został przesunięty na stanowisko zastępcy kierownika Zaopatrzenia Uzbrojenia. Na stopień podpułkownika został awansowany ze starszeństwem z dniem 19 marca 1937 i 5. lokatą w korpusie oficerów uzbrojenia. W marcu 1939 pełnił służbę w Biurze Przemysłu Wojennego MSWojsk. w Warszawie na stanowisku szefa Wydziału Organizacji. W czasie kampanii włoskiej walczył na stanowisku szefa służby materiałowej 2 Korpusu Polskiego.
Był żonaty z Marią z Müllerów (1897–1953).
Zmarł 17 października 1970. Został pochowany na cmentarzu parafialnym przy ul. Jagiellońskiej w Zielonce (sektor E-20-18). 

## Ordery i odznaczenia
- Krzyż Srebrny Orderu Wojskowego Virtuti Militari nr 5000 (1921)[20][21]
- Krzyż Niepodległości (2 sierpnia 1931)[22][23]
- Krzyż Walecznych (dwukrotnie)[24]
- Złoty Krzyż Zasługi (18 lutego 1939)[25]
- Srebrny Krzyż Zasługi (30 listopada 1929)[26][24]
- Krzyż Pamiątkowy Monte Cassino[27]
- Oficer Orderu Imperium Brytyjskiego (Wielka Brytania)[27]